# Саргальджук
Саргальджук (Сар-Чульджук, Сарчульжук) — река в России, протекает по Онгудайскому и Кош-Агачскому районам Республики Алтай. Устье реки находится в 39 км от устья Чуи по левому берегу. Длина реки составляет 13 км.

## Данные водного реестра
По данным государственного водного реестра России относится к Верхнеобскому бассейновому округу, водохозяйственный участок реки — Катунь, речной подбассейн реки — Бия и Катунь. Речной бассейн реки — (Верхняя) Обь до впадения Иртыша.